# لوحف
لَوْحَف (الاسم العلمي: Scutus)، جنس من الحلزونات البحرية الكبيرة أو البطلينوس اسمها الشائع «أصداف الدرع». هي رخويات بحرية بطنيات القدم من فصيلة لصيقيات ثقب المفتاح Fissurellidae.